# ایبی‌سین
پس از درگذشت شوسین، پسرش ایِّبی سین، پنجمین و آخرین شاه سلسله سوم اور، به سلطنت رسید.
پس از سال‌ها صرف پول هنگفت برای جنگ، این شاهان مردم را در تنگدستی و گرسنگی گذاشته، به همین دلیل شهرها یکی پس از دیگری علیه حکومت مرکزی سر به شورش برداشتند. در این هنگام فشار قبایل اموری هم بر شهرها و نواحی مرزی افزایش یافته بود؛ آن‌ها راه‌های منتهی به اور را می‌بستند. همچنین در لارسا که ۵۰ کیلومتر با اور فاصله داشت یک شاه اموری سر کار آمده بود.
در این اوضاع، عیلامیان از شرق بر سومر تاختند. ایّبی سین برای حفظ قلمروی خود کوشید با اموری‌ها علیه عیلامیان متحد شود ولی دیگر دیر شده بود. عیلامیان به اور رسیدند، به شهر حمله کردند، آن را غارت کرده و بناها را آتش زدند. سپس ایّبی سین را به اسیری گرفتند.
بدین ترتیب اور در سال ۲۰۰۶ پیش از میلاد توسط عیلامیان سقوط کرد.